# Celeste (Texas)
Celeste város az USA Texas államában, Hunt megyében. Lakosainak száma 809 fő (2020. április 1.).

## Népesség
A település népességének változása:

| 2010 | 814 |
| 2020 | 809 |